# 五氯化铀
五氯化铀是一种无机化合物，化学式为UCl5，有放射性。

## 制备
五氯化铀可以通过四氯化铀在520℃的直接氯化得到：
2 UCl4 + Cl2 → 2 UCl5
这个反应可逆。
三氯化硼和UF5·3SbF5在40℃反应也可得到五氯化铀：
UF5·3SbF5 + 5 BCl3 → 2 SbCl5 + 5 BF3 + UCl5

## 化学性质
五氯化铀遇水歧化：
2 UCl5 + 2 H2O → UCl4 + UO2Cl2+ 4 HCl